# All Saints (Antigua-et-Barbuda)
Pour les articles homonymes, voir All Saints.

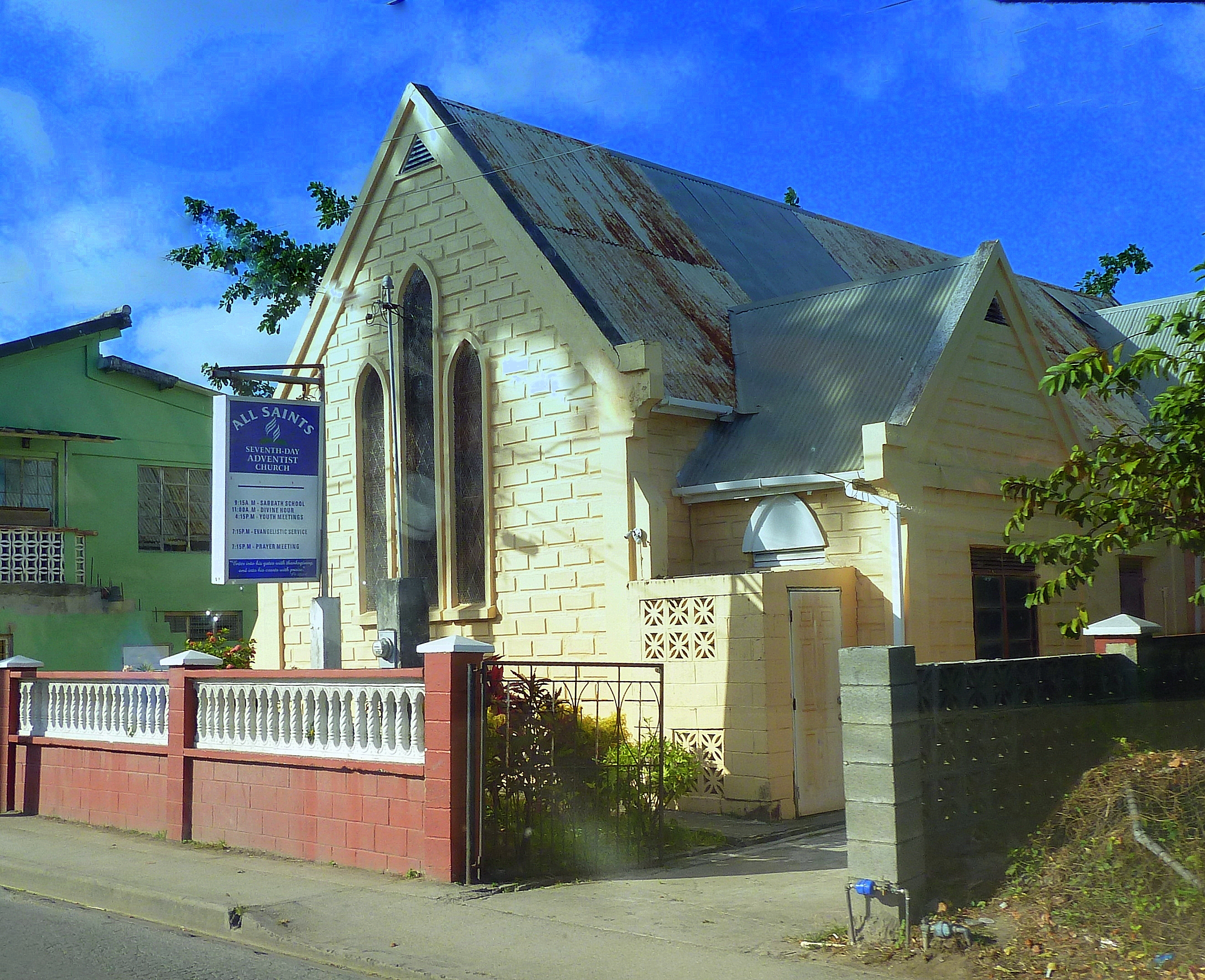

All Saints est la deuxième ville d'Antigua-et-Barbuda, avec une population de 5 125 habitants en 2012. Elle se situe au milieu de l'île d'Antigua, à 8 km de la capitale, Saint John's.
À proximité se trouve la première plantation de canne à sucre sur l'île, organisée par Sir Christopher Codrington en 1674 sous le nom d'espoir de Betty. Actuellement, il existe un musée retraçant l'histoire de l'établissement, y compris les outils et les ustensiles qui ont été utilisés.